# Droga magistralna M3 (Rosja)
Droga magistralna M3 «Ukraina», nazywana także szosą Kijewską (ros. Федеральная автомобильная дорога М3 «Украина» (Киевское шоссе)) jest jedną z dróg magistralnych na terenie Rosji. Trasa o długości 490 km rozpoczyna swój bieg w Moskwie, następnie podążając przez Kaługę, Briańsk i Siewsk kończy na granicy rosyjsko-ukraińskiej. Kontynuacją M3 na Ukrainie jest magistrala M02. Na całej długości pokrywa się z biegiem trasy europejskiej E101.